# Neyland
Neyland è un centro abitato del Galles, situato nella contea del Pembrokeshire.